# Yuki Geshiki
Singles de Country Musume
Futari no Hokkaidō
(1999) Hokkaidō Shalala
(2000)
Yuki Geshiki (雪景色, ou Yukigeshiki) est le 2e single du groupe de J-pop Country Musume (alors réduit à un seul membre), sorti en 1999.

## Présentation
Le single sort le 30 novembre 1999 au Japon sur le label zetima en distribution limitée, produit par le chanteur Yoshitake Tanaka. Les deux chansons du single sont écrites par la chanteuse Chisato Moritaka et composées par Tsunku ; elles figureront sur le premier album du groupe, Country Musume Daizenshū 1, qui sortira deux ans plus tard fin 2001. La chanson-titre figurera également sur les compilations Country Musume Daizenshū 2 de 2006 et Country Musume Mega Best de 2008.
À la suite du décès de Hiromi Yanagihara et du départ de Azusa Kobayashi au moment de la sortie du premier single du groupe cinq mois auparavant, l'unique membre restante, Rinne, interprète seule les chansons de ce single, ainsi que celles du suivant.

## Membre
- Rinne

## Liste des titres
Toutes les paroles sont écrites par Chisato Moritaka, toute la musique est composée par Tsunku.
| CD    | CD                                   | CD    | CD | CD | CD | CD | CD | CD | CD |
| No    | Titre                                | Durée |    |    |    |    |    |    |    |
| ----- | ------------------------------------ | ----- | -- | -- | -- | -- | -- | -- | -- |
| 1.    | Yuki Geshiki (雪景色)                | 4:28  |    |    |    |    |    |    |    |
| 2.    | Yuki da Yori (雪だより)              | 4:29  |    |    |    |    |    |    |    |
| 3.    | Yuki Geshiki (instrumental) (雪景色) | 4:28  |    |    |    |    |    |    |    |
| 12:85 |                                      |       |    |    |    |    |    |    |    |